# Ljusdals BK
Ljusdals BK este un club de bandy din Ljusdal, Suedia, fondat in 1943.

## Palmares
- Campioana Suediei:
  - Câștigătoare: 1975[2]